# Marianne Engberg
Marianne Engberg (født 1937) er en dansk fotograf. Siden 1960'erne har hun eksperimenteret med  hulkamera-fotografi (pinhole). Hun bor og arbejder i Brooklyn, New York.
Marianne Engberg er uddannet som portrætfotograf hos Ely Foto i Hillerød i 1950'erne. I 1960'erne arbejdede hun som modefotograf og rejsereportagefotograf i London, New York og Sydamerika. Samtidig begyndte hun at eksperimentere med at fotografere med hulkamera. I 1984 udstillede hun første gang som kunstfotograf på Bertha Urdang Gallery i New York. Hun har haft flere soloudstillinger, samt deltaget i gruppeudstillinger, både nationalt og internationalt. I 2014 vistes hendes værker i en stor retrospektiv udstilling i  Museumsbygningen - Banja Rathnov, København.
Hun er repræsenteret i flere anerkendte kunstsamlinger, herunder Louisiana Museum of Modern Art, Brooklyn Museum, New York Public Library, Israel Museum i Jerusalem og Fogg Museum i Boston. Hun indgår desuden i Dronning Margrethes private samling. 
Marianne Engberg har udviklet en metode, som hun kalder photosynthetism. Billeder udviklet med denne metode er såkaldte fotogrammer, dvs. billeder fremstillet uden kamera, hvor objekter og materialer placeres og eksponeres direkte på fotopapir. Det særlige ved photosynthetism er, at fotopapiret bliver liggende i længere tid i fremkaldervæsken og den kemiske reaktion bruges til at danne billedet.
Marianne Engberg er portrætteret i bogen Et liv med lys - En bog om fotografen Marianne Engbergs liv med fotografiet (Tiderne Skifter, 2011) af den danske forfatter Pia Juul.